# Itzhak Gilboa
Itzhak Gilboa (in ebraico יצחק גלבוע; Tel Aviv, 3 febbraio 1963) è un economista israeliano, conosciuto principalmente per i suoi contributi alla teoria della decisione.
Raggiunto il B.A. in matematica ed economia all'Università di Tel Aviv, ottiene il dottorato di ricerca nel 1987 sotto la supervisione di David Schmeidler. Lavora come professore invitato a Yale e all'HEC di Parigi.
I suoi lavori includono la teoria della Maxmin Expected Utility con David Schmeidler. Tale teoria spiega i comportamenti individuali di fronte all'ambiguità del paradosso di Ellsberg. 

## Ricerche e pubblicazioni
- I. Gilboa. Making Better Decisions: Decision Theory in Practice. Chichester, West Sussex: Wiley-Blackwell, 2011. ISBN 9781444336511.
- Ỉ. Gilboa Theory of decision under uncertainty	Cambridge ; New York : Cambridge University Press, 2009 ISBN 9780521517324
- N. Dimitri, M. Basili, and I. Gilboa, eds.. Cognitive Processes and Economic Behaviour. London: Routledge, 2003. ISBN 9780415320054
- I. Gilboa, D. Schmeidler, A Theory of Case-Based Decisions Cambridge : Cambridge University Press, 2001. ISBN 9780511012952 Held in over 750 libraries according to WorldCat
  - Translated into Japanese as 決め方の科学 : 事例ベース意思決定理論 / Kimekata no kagaku : jirei bēsu ishi kettei riron ISBN 9784326502592
- I. Gilboa, Rational Choice. 	Cambridge, Mass. : MIT Press, 2010. ISBN 9780262014007
- I. Gilboa, L. Samuelson, Analogies and Theories: Formal Models of Reasoning (Lipsey Lectures) Oxford : Oxford University Press, 2001. ISBN 9780198738022